# Le Mesnil-Rainfray

Le Mesnil-Rainfray este o comună în departamentul Manche, Franța. În 1 ianuarie 2018 avea o populație de 214 de locuitori.